# 绍伊灵
绍伊灵是德国巴伐利亚州的一个市镇。总面积21.27平方公里，总人口1855人，其中男性934人，女性921人（2011年12月31日），人口密度87人/平方公里。